# 片桐貞音
片桐 貞音（かたぎり さだなり）は、大和国小泉藩の第5代藩主。
第4代藩主片桐貞起の次男。母は上田勘解由の娘。官位は従五位下、主膳正。幼名は勝之助。

## 経歴
享保13年（1728年）、兄の満紀が廃嫡され、代わって後継者に指名される。寛保元年（1741年）、父が死去したため家督を継いだ。寛延2年（1749年）4月10日、片桐氏一門の片桐信與（2代藩主片桐貞昌の庶長子・信隆の子孫）を独断的に処罰したことが不孝に当たるとして幕府から咎められ、出仕を止められたが、同年5月2日に許された。寛延3年（1750年）4月3日、39歳で死去し、跡を長男の貞芳が継いだ。墓所は東京都品川区北品川の東海寺。